# Мари, Келли
Ке́лли Мэ́ри Фа́рмар (англ. Kelle Marie Farmar известная как Ке́лли Мэ́ри (англ. Kelle Marie); 1 октября 1980 года, Кардифф, Уэльс, Великобритания) — валлийская порноактриса и режиссёр.

## Биография
Она была избрана женщиной месяца («Киска месяца» — англ. Pet of the Month) в журнале Penthouse в мае 2001 года. В 2003 году Эндрю Блейк снял фильм с её участием «Hard Edge», который был отмечен, как один из 500 величайших фильмов для взрослых всех времён.
В 2007 году Келли Мари была показана в журнале «Good», который производит онлайн-видео о порнографии в Интернете.

## Премии и номинации
- 2009 AVN Award номинация — лучшая лесбийская сцена триолизма — Tera Goes Gonzo[7]